# San Antonio
San Antonio là thành phố lớn thứ hai của tiểu bang Texas và là thành phố lớn thứ 7 ở Hoa Kỳ. Nằm trên vùng phía bắc của miền Nam Texas, thành phố này là một cửa ngõ văn hóa vào vùng Tây Nam Hoa Kỳ. San Antonio là quận lỵ của Quận Bexar với một dân số 1,2 triệu người theo điều tra dân số của Cục điều tra dân số Hoa Kỳ năm 2006. Vùng đô thị có dân số 1,9 triệu và là vùng đô thị lớn thứ 29 ở Hoa Kỳ.
San Antonio được đặt tên theo một vị thánh người Bồ Đào Nha là Thánh Antôn thành Lisboa, có ngày hội vào thời điểm (13 tháng 6) một đoàn thám hiểm Tây Ban Nha dừng lại ở khu vực này vào năm 1691. Thành phố là nơi có nhiều đơn vị quân đội đóng quân, ở đây có Fort Sam Houston, Căn cứ không quân Lackland, Căn cứ không quân Randolph, và Căn cứ thành phố Brooks, với Trại Bullis và Trại Stanley ngay bên ngoài thành phố. San Antonio có Trung tâm Y tế Nam Texas, là trung tâm nghiên cứu y tế và chăm sóc sức khỏe lớn nhất và duy nhất ở vùng Nam Texas.
Thành phố này nổi thiếng với River Walk, Alamo, văn hóa Tejano, các công viên giải trí SeaWorld San Antonio, Six Flags Fiesta Texas, thành phố thu hút 20 triệu khách thăm qua mỗi năm. San Antonio cũng là nơi có bảo tàng nghệ thuật hiện đại đầu tiên ở Texas—Bảo tàng Nghệ thuật Marion Koogler McNay, cũng như có một trong những đội Hiệu hội bóng rổ quốc gia thành công nhất trong lịch sử của liên đoàn, đó là San Antonio Spurs.

## Lịch sử

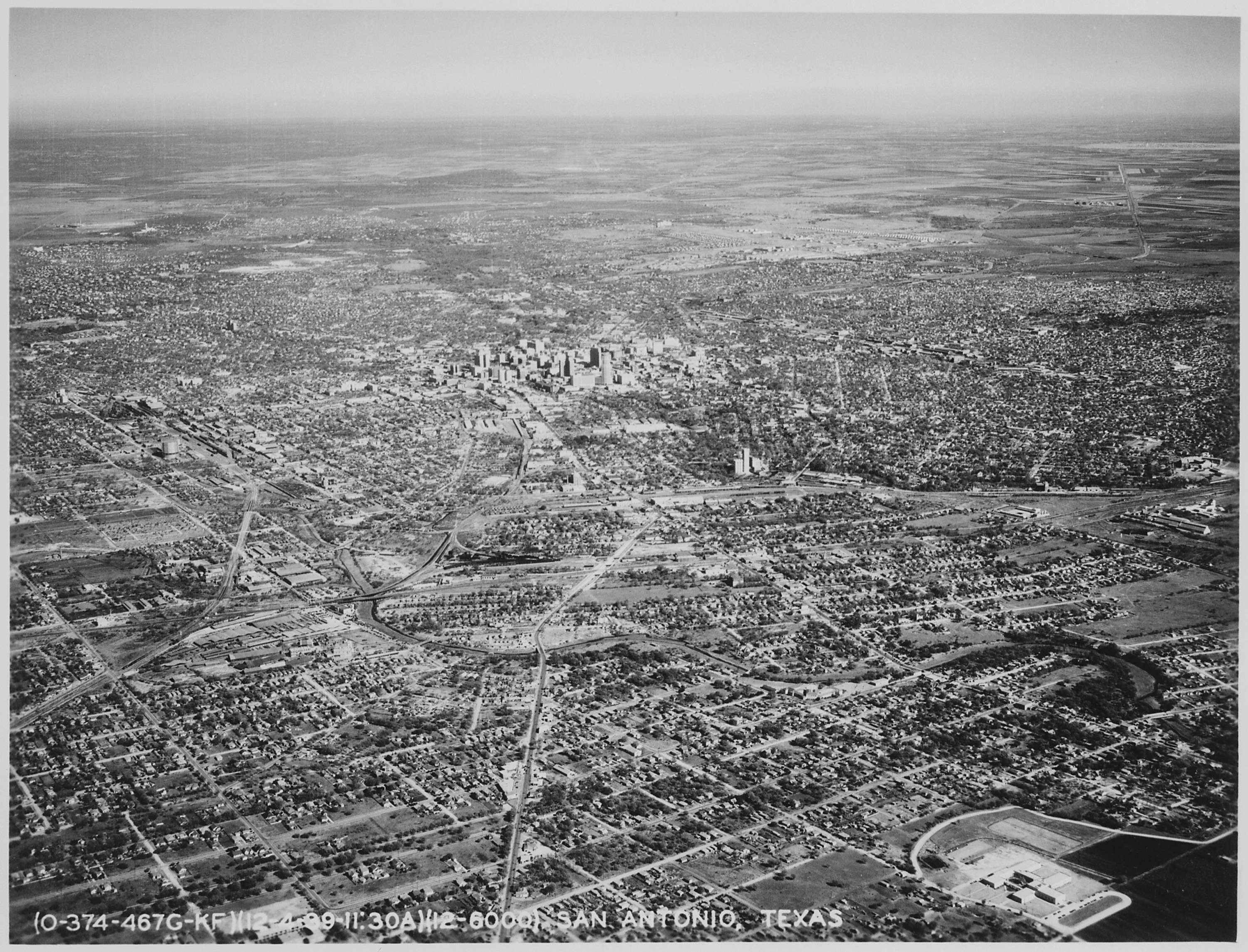
Thành phố San Antonio năm 1939 nhìn từ trên cao

## Khí hậu
| Dữ liệu khí hậu của San Antonio (Sân bay quốc tế San Antonio) 1981−2010, cực độ 1885−nay | Dữ liệu khí hậu của San Antonio (Sân bay quốc tế San Antonio) 1981−2010, cực độ 1885−nay | Dữ liệu khí hậu của San Antonio (Sân bay quốc tế San Antonio) 1981−2010, cực độ 1885−nay | Dữ liệu khí hậu của San Antonio (Sân bay quốc tế San Antonio) 1981−2010, cực độ 1885−nay | Dữ liệu khí hậu của San Antonio (Sân bay quốc tế San Antonio) 1981−2010, cực độ 1885−nay | Dữ liệu khí hậu của San Antonio (Sân bay quốc tế San Antonio) 1981−2010, cực độ 1885−nay | Dữ liệu khí hậu của San Antonio (Sân bay quốc tế San Antonio) 1981−2010, cực độ 1885−nay | Dữ liệu khí hậu của San Antonio (Sân bay quốc tế San Antonio) 1981−2010, cực độ 1885−nay | Dữ liệu khí hậu của San Antonio (Sân bay quốc tế San Antonio) 1981−2010, cực độ 1885−nay | Dữ liệu khí hậu của San Antonio (Sân bay quốc tế San Antonio) 1981−2010, cực độ 1885−nay | Dữ liệu khí hậu của San Antonio (Sân bay quốc tế San Antonio) 1981−2010, cực độ 1885−nay | Dữ liệu khí hậu của San Antonio (Sân bay quốc tế San Antonio) 1981−2010, cực độ 1885−nay | Dữ liệu khí hậu của San Antonio (Sân bay quốc tế San Antonio) 1981−2010, cực độ 1885−nay | Dữ liệu khí hậu của San Antonio (Sân bay quốc tế San Antonio) 1981−2010, cực độ 1885−nay |
| Tháng                                                                                    | 1                                                                                        | 2                                                                                        | 3                                                                                        | 4                                                                                        | 5                                                                                        | 6                                                                                        | 7                                                                                        | 8                                                                                        | 9                                                                                        | 10                                                                                       | 11                                                                                       | 12                                                                                       | Năm                                                                                      |
| ---------------------------------------------------------------------------------------- | ---------------------------------------------------------------------------------------- | ---------------------------------------------------------------------------------------- | ---------------------------------------------------------------------------------------- | ---------------------------------------------------------------------------------------- | ---------------------------------------------------------------------------------------- | ---------------------------------------------------------------------------------------- | ---------------------------------------------------------------------------------------- | ---------------------------------------------------------------------------------------- | ---------------------------------------------------------------------------------------- | ---------------------------------------------------------------------------------------- | ---------------------------------------------------------------------------------------- | ---------------------------------------------------------------------------------------- | ---------------------------------------------------------------------------------------- |
| Cao kỉ lục °F (°C)                                                                       | 89 (32)                                                                                  | 100 (38)                                                                                 | 100 (38)                                                                                 | 101 (38)                                                                                 | 104 (40)                                                                                 | 107 (42)                                                                                 | 106 (41)                                                                                 | 110 (43)                                                                                 | 111 (44)                                                                                 | 99 (37)                                                                                  | 94 (34)                                                                                  | 90 (32)                                                                                  | 111 (44)                                                                                 |
| Trung bình ngày tối đa °F (°C)                                                           | 62.9 (17.2)                                                                              | 66.9 (19.4)                                                                              | 73.5 (23.1)                                                                              | 80.5 (26.9)                                                                              | 87.0 (30.6)                                                                              | 92.3 (33.5)                                                                              | 94.6 (34.8)                                                                              | 96.0 (35.6)                                                                              | 90.3 (32.4)                                                                              | 82.2 (27.9)                                                                              | 72.2 (22.3)                                                                              | 64.0 (17.8)                                                                              | 80.2 (26.8)                                                                              |
| Tối thiểu trung bình ngày °F (°C)                                                        | 40.7 (4.8)                                                                               | 44.2 (6.8)                                                                               | 50.8 (10.4)                                                                              | 58.1 (14.5)                                                                              | 66.8 (19.3)                                                                              | 72.6 (22.6)                                                                              | 74.6 (23.7)                                                                              | 74.7 (23.7)                                                                              | 69.1 (20.6)                                                                              | 60.1 (15.6)                                                                              | 50.1 (10.1)                                                                              | 41.7 (5.4)                                                                               | 58.6 (14.8)                                                                              |
| Thấp kỉ lục °F (°C)                                                                      | 0 (−18)                                                                                  | 4 (−16)                                                                                  | 19 (−7)                                                                                  | 31 (−1)                                                                                  | 42 (6)                                                                                   | 48 (9)                                                                                   | 60 (16)                                                                                  | 57 (14)                                                                                  | 41 (5)                                                                                   | 27 (−3)                                                                                  | 21 (−6)                                                                                  | 6 (−14)                                                                                  | 0 (−18)                                                                                  |
| Lượng Giáng thủy trung bình inches (mm)                                                  | 1.76 (45)                                                                                | 1.79 (45)                                                                                | 2.31 (59)                                                                                | 2.10 (53)                                                                                | 4.01 (102)                                                                               | 4.14 (105)                                                                               | 2.74 (70)                                                                                | 2.09 (53)                                                                                | 3.03 (77)                                                                                | 4.11 (104)                                                                               | 2.28 (58)                                                                                | 1.91 (49)                                                                                | 32.27 (820)                                                                              |
| Lượng tuyết rơi trung bình inches (cm)                                                   | 0.7 (1.8)                                                                                | trace                                                                                    | 0.0 (0.0)                                                                                | 0.0 (0.0)                                                                                | 0.0 (0.0)                                                                                | 0.0 (0.0)                                                                                | 0.0 (0.0)                                                                                | 0.0 (0.0)                                                                                | 0.0 (0.0)                                                                                | 0.0 (0.0)                                                                                | 0.0 (0.0)                                                                                | 0.0 (0.0)                                                                                | 0.7 (1.8)                                                                                |
| Số ngày giáng thủy trung bình (≥ 0.01 in)                                                | 7.0                                                                                      | 7.2                                                                                      | 8.8                                                                                      | 6.4                                                                                      | 8.5                                                                                      | 7.5                                                                                      | 5.2                                                                                      | 4.7                                                                                      | 6.6                                                                                      | 6.9                                                                                      | 6.7                                                                                      | 7.5                                                                                      | 83.0                                                                                     |
| Số ngày tuyết rơi trung bình (≥ 0.1 in)                                                  | 0.2                                                                                      | 0.2                                                                                      | 0.0                                                                                      | 0.0                                                                                      | 0.0                                                                                      | 0.0                                                                                      | 0.0                                                                                      | 0.0                                                                                      | 0.0                                                                                      | 0.0                                                                                      | 0.0                                                                                      | 0.0                                                                                      | 0.4                                                                                      |
| Độ ẩm tương đối trung bình (%)                                                           | 67.1                                                                                     | 65.2                                                                                     | 63.2                                                                                     | 66.3                                                                                     | 70.5                                                                                     | 68.8                                                                                     | 65.0                                                                                     | 64.7                                                                                     | 68.0                                                                                     | 67.2                                                                                     | 68.3                                                                                     | 68.0                                                                                     | 66.9                                                                                     |
| Số giờ nắng trung bình tháng                                                             | 159.4                                                                                    | 169.7                                                                                    | 215.5                                                                                    | 209.7                                                                                    | 221.8                                                                                    | 275.9                                                                                    | 308.8                                                                                    | 293.9                                                                                    | 234.9                                                                                    | 218.0                                                                                    | 171.9                                                                                    | 149.7                                                                                    | 2.629,2                                                                                  |
| Phần trăm nắng có thể                                                                    | 49                                                                                       | 54                                                                                       | 58                                                                                       | 54                                                                                       | 52                                                                                       | 66                                                                                       | 72                                                                                       | 72                                                                                       | 63                                                                                       | 61                                                                                       | 54                                                                                       | 47                                                                                       | 59                                                                                       |
| Nguồn: NOAA (độ ẩm, nắng 1961−1990)                                                      |                                                                                          |                                                                                          |                                                                                          |                                                                                          |                                                                                          |                                                                                          |                                                                                          |                                                                                          |                                                                                          |                                                                                          |                                                                                          |                                                                                          |                                                                                          |